# Wettendorfshäuschen

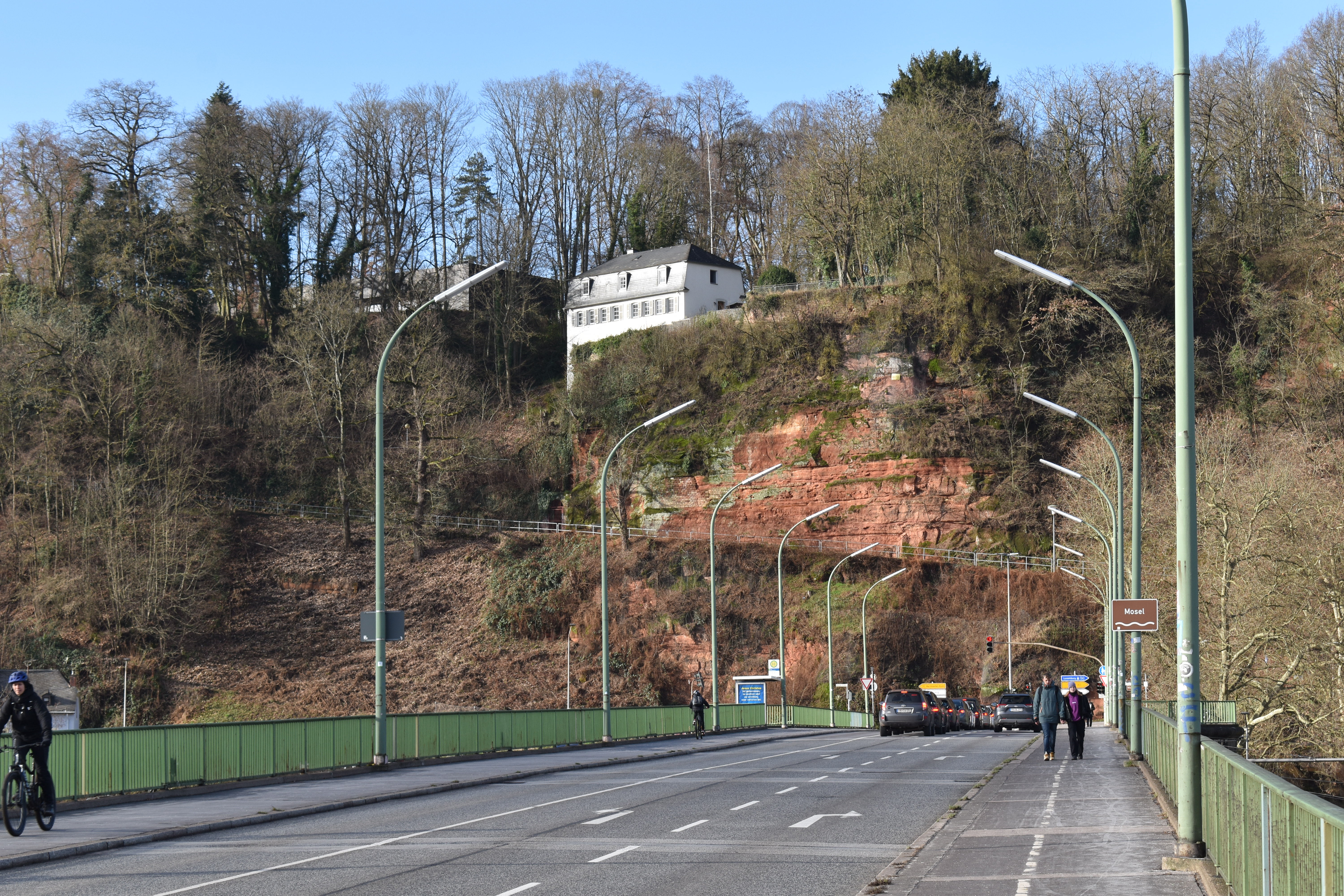
Kaiser-Wilhelm-Brücke mit Wettendorfshäuschen, unterhalb der Reverchonweg (2022)

Das Wettendorfshäuschen ist ein nach Bernhard Heinrich Wettendorf benanntes barockes Bauwerk auf einem Privatgrundstück in Trier. Es befindet sich im Stadtteil Pallien, am Reverchonweg.
In Theodor von Haupts Werk Triers Vergangenheit und Gegenwart wird der einstige Besitzer gewürdigt: Der im J. 1822 verstorbene Eigenthümer des Balduinshäuschen mit seinen Umgebungen […] mit dem sogenannten Wettendorfshäuschen […] ließ sich, außer der landwirthschaftlichen Benützung und Verbesserung dieses interessanten Besitzthums, auch dessen Verschönerung durch zweckmäßige Parthien angelegen seyn und trug dadurch zum Naturgenusse seiner Mitbürger redlich bey. Hoffentlich wird sein Nochfolger in demselben Geiste zu würken fortfahren. Auch Friedrich von Restorff rühmt die romantische Lage.
In der Tat wurde nach der Versteigerung des Anwesens das Wettendorfshäuschen schon bald für die Öffentlichkeit nutzbar gemacht: Ab 1824 betrieb der Wirt Johann Peter Schneider eine Gaststätte in dem Bauwerk. 1854 wurde der Besitz verkauft; das Wettendorfshäuschen war zu dieser Zeit offenbar verpachtet. Ein Konkurrenzunternehmen wurde mit dem benachbarten Bellevue eröffnet, das sich aber nicht allzu lange halten konnte. 1871 gingen Gelände und Gebäude in die Hände des Rechtsanwaltes Hermann Brefeld über, der zumindest die Villa Bellevue nur noch privat nutzte. Ob es zu diesem Zeitpunkt noch einen gastronomischen Betrieb im Wettendorfshäuschen gab, scheint nicht bekannt. Das Gebäude war bis etwa 2010 Kulturdenkmal, ehe die Unterschutzstellung aufgehoben wurde.